# Ewa Janik (ur. 1948)
Ewa Maria Janik (ur. 19 grudnia 1948 w Częstochowie) – polska polityk, działaczka partyjna, z wykształcenia inżynier włókiennik. Posłanka na Sejm III, IV i V kadencji, od 1998 do 2000 prezydent Częstochowy.

## Życiorys
Urodzona 19 grudnia 1948 w Częstochowie. Ukończyła studia na Wydziale Włókienniczym Politechniki Łódzkiej z tytułem zawodowym inżyniera włókiennika. Po studiach pracowała w częstochowskich zakładach Wełnopol, a potem Wigolen. Od 1974 do 1989 roku była członkinią Polskiej Zjednoczonej Partii Robotniczej (pełniła funkcję sekretarza komitetu zakładowego PZPR w Wigolenie i sekretarza ekonomicznego komitetu miejskiego PZPR w Częstochowie). W latach 1990–1999 działała w Socjaldemokracji Rzeczypospolitej Polskiej. W 1999 przystąpiła do Sojuszu Lewicy Demokratycznej.
Od 1994 do 1995 była przewodniczącą częstochowskiej rady miasta, w latach 1995–1998 sprawowała urząd zastępcy prezydenta Częstochowy, a w 1998 objęła urząd prezydenta tego miasta. W 2000 zrezygnowała z tego stanowiska w związku z zakazem łączenia mandatu poselskiego z prezydenturą miasta na prawach powiatu.
Od 1997 do 2007 sprawowała mandat posła na Sejm III, IV i V kadencji z listy SLD w okręgach częstochowskich: nr 9 i nr 28. W przedterminowych wyborach w 2007 nie ubiegała się o reelekcję.